# Aleš Hemský

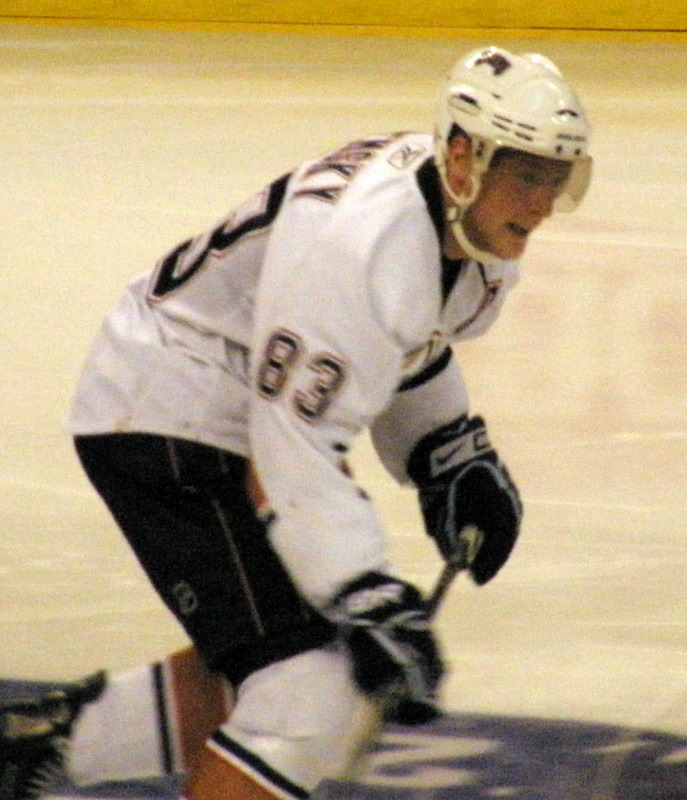
Aleš Hemský i Edmonton Oilers 2009

Aleš Hemský (alɛʃ ˈɦɛmskiː), född 13 augusti 1983 i Pardubice, Tjeckoslovakien, är en tjeckisk före detta professionell ishockeyspelare som spelade för NHL klubbarna Montreal Canadiens Dallas Stars, Ottawa Senators och Edmonton Oilers, som valde honom i första rundan (13:e spelare totalt) av NHL Entry Draft 2001. Han spelade över tio säsonger med Edmonton innan han trejdades till Senators i mars 2014. Han avslutade sin aktiva karriär efter säsongen 2017/18 när han representerade Montreal Canadiens. 

## Spelarkarriär

### HC Pardubice
Hemský debuterade i professionell hockey som 16-åring då han spelade för HC Pardubice i tjeckiska Extraliga. Han delade säsongen 1999-2000 mellan Pardubice a-lag och juniorlaget. Hemský bestämde att han hade en bättre chans att bli scoutad om han spelade kanadensisk juniorhockey än om han skulle försöka ta plats i Extraliga, och han blev sedan Hull Olympiques förstaval i CHL Import Draft år 2000.

### Hull Olympiques
År 2000 flyttade Hemský till Nordamerika för att spela för Hull Olympiques i QMJHL. Efter säsongen (2000-2001) ledde Hemský poängligan för rookies med sina 36 mål och 100 poäng. Han togs ut i All-Rookie-laget, spelade i CHL Top Prospects Game 2001, och belönades med Mike Bossy Trophy som QMJHL:s spelare med bäst framtidsutsikter.
Hemskýs framgångar i Hull fortsatte under säsongen 2001-02 med 27 mål och 97 poäng på 53 matcher och slutade på 19:e plats i QMJHL:s poängliga.

### Edmonton Oilers
Den 12 oktober 2002 gjorde Hemský sin NHL-debut i en match mot Nashville Predators. Den 4 januari 2003 gjorde Hemský sitt första mål i NHL när Oilers mötte Montreal Canadiens. Under sin rookiesäsong i NHL gjorde han sex mål och 30 poäng på 59 matcher. Han gick däremot poänglös i alla sex av Edmontons slutspelsmatcher.
Under NHL-lockouten säsongen 2004/2005 återvände Hemský, tillsammans med NHL-spelarna Michal Rozsíval, Milan Hejduk och Jan Bulis, till Tjeckien och spelade 47 matcher för sin moderklubb Pardubice. På de 47 matcherna gjorde Hemský 13 mål och 31 poäng, vilket placerade honom på en femteplats i den interna poängligan. Pardubice blev tjeckiska mästare för första gången på 16 år, och Hemský blev utnämnd till slutspelets MVP för sina insatser.  
Efter lockouten hade Hemský sin poängmässigt bästa säsong och satte personliga rekord i varje större statistisk kategori. Han gjorde 19 mål, 58 assist och 77 poäng, samtidigt som han spelade alla utom en match för Oilers under ordinarie säsongen. Oilers knep den åttonde och sista playoffplatsen i Western Conference. I Stanley Cup-slutspelet slog Oilers ut Detroit Red Wings, San Jose Sharks samt, i konferensfinalen, Anaheim Ducks. Oilers förlorade Stanley Cup-finalen mot Carolina Hurricanes efter sju matcher.
Hemský var en viktig del i Oilers väg till Stanley Cup-finalen. Bland hans mål gjordes två av dem i den tredje perioden i match nummer sex mot Detroit Red Wings, bland annat det avgörande målet. Hemský genomgick en biopsi på en inflammerad lymfkörtel på halsen under slutspelet.
Under samma säsong valdes Hemský att representera Tjeckien i Olympiska vinterspelen 2006. Den tjeckiska hockeyikonen Jaromír Jágr hade ett stort inflytande på Hemskýs val, till den grad att han insisterade på att Hemský skulle spela i hans kedja. De två hade tidigare spelat tillsammans i det tjeckiska laget som vann Hockey-VM 2005 under NHL-lockouten. Hemský gjorde två mål i OS-turneringen, och Tjeckien besegrade Ryssland i bronsmatchen.
Edmonton förlängde kontraktet med Hemský under sommaren 2006 med ett sexårigt kontrakt värt drygt 25 miljoner dollar. Säsongen 2006-07 gjorde Hemský 53 poäng på 64 matcher efter att ha missat 18 matcher på grund av axelskador. Den efterföljande säsongen 2007-08 blev kort efter att Oilers slagits ur från playoffstriden. Hemský vann den interna poängligan i laget med 71 poäng, och hade flest assist med sina 51 målgivande passningar. Med 20 mål placerade han sig på en tredjeplats i den interna skytteligan. Säsongen 2008-09 spelade Hemský 72 av de 82 grundseriematcherna och vann både den interna poäng- och skytteligan (tillsammans med Sheldon Souray) med 23 mål och 66 poäng. Hemský gjorde sju mål och 15 assist under de första 22 matcher av säsongen 2009-10 innan han drabbades av en axelskada efter en tackling i ryggen av Los Angeles Kings-forwarden Michal Handzus. Skadan krävde operation och Hemský missade resten av grundserien.
Under säsongen 2010-11 blev Hemský uttagen att spela säsongens All star-match, men deltog inte på grund av en hjärnskakning. Hemský missade sedan resten av säsongen på grund av en axelskada. Hemský, Taylor Hall och Sam Gagner, ledde tillsammans Oilers poängliga med 42 poäng för större delen av säsongen, fram till att trion av skadade spelare passerades med en poäng av Jordan Eberle. Hemský noterades för sin 400:e NHL-poäng efter att ha gjort ett mål i en 9-2–seger över Chicago Blackhawks.
Efter att ha missat den första delen av säsongen 2011-12 på grund av skada gick det tungt för Hemský, han noterades för elva poäng på sina första 25 matcher, däribland en nio matcher lång matchrad utan poäng. Han plockade upp tempot därefter och producerade 15 poäng i hans 22 efterföljande matcher, vilket ledde till att Oilers förlängde kontraktet med två år den 24 februari 2012, en affär värd 10 miljoner dollar. Den 21 mars 2012 gjorde Hemský sitt första hat trick i NHL i en 6-3–seger över Nashville Predators. Efter att ha kommit tillbaka från två axeloperationer, hade Hemský en tung start på säsongen, och avslutade året med 36 poäng på 69 matcher.

### Ottawa Senators
Den 5 mars 2014 blev Hemský trejdad från Edmonton Oilers till Ottawa Senators för ett val i femte rundan av NHL Entry Draft 2014 och ett val i tredje omgången av NHL Entry Draft 2015. Han hittade snabbt framgång i Ottawas toppformation tillsammans centern Jason Spezza och gjorde sex poäng i sina tre första matcher.

### Dallas Stars
Efter att ha misslyckats med att komma överens om ett nytt kontrakt med Senators skrev Hemský som free agent på ett treårigt kontrakt med Dallas Stars den 1 juli 2014. Genom att skriva på för Stars gjorde han sin kedjekamrat i Senators, Jason Spezza, sällskap i och med att Spezza anslutit till Dallasklubben tidigare under samma dag.

### Montreal Canadiens
När hans treårskontrakt med Dallas Stars löpte ut, skrev han 3 juli 2017 på ett ettårskontrakt värt 1 miljon dollar med Montreal Canadiens.

## Landslagsspel
Förutom att ha representerat Tjeckien i ishockey har Hemský även representerat sitt land i inlinehockey i VM-turneringar 2008 och mer nyligen i Ingolstadt, Tyskland 2012.
Hemský var med i det tjeckiska lag som deltog i inline-VM 2008 som spelades i Bratislava i Slovakien. Hemský hamnade på en delad fjärde plats i poängligan med 6 mål och 5 assist i ett Tjeckien som kom på femte plats.

## Meriter och utmärkelser

### Individuellt
- 2001 QMJHL All-Rookie Team
- 2001 QMJHL Mike Bossy Trophy
- 2001 CHL All-Rookie Team

Hemský skulle även ha representerat QMJHL i CHL Top Prospects Game 2001, 
 men en skada tvingade honom att dra sig ur.
- 2001 QMJHL Rookie of the Month (Januari)
- 2002 QMJHL 2nd All-Star Team
- 2002 CHL 3rd All-Star Team
- 2005 Extraliga Playoff MVP
- 2011 NHL All-Star Game, medverkade dock inte på grund av skada.[6]

### Lag
| År   | Turnering            | Lag                | Resultat                                               |
| ---- | -------------------- | ------------------ | ------------------------------------------------------ |
| 2005 | Ishockey-VM          | Tjeckiens landslag | Guldmedalj                                             |
| 2005 | Extraliga            | HC Pardubice       | Tjeckisk mästare                                       |
| 2006 | Vinter-OS            | Tjeckiens landslag | Bronsmedalj                                            |
| 2006 | Stanley Cup Playoffs | Edmonton Oilers    | Clarence S. Campbell Bowl (Western Conference-vinnare) |

## Spelarstatistik
| Säsong     | Lag                | Liga       | GP  | G   | A   | Pts | PIM | GP | G | A  | Pts | PIM |
| ---------- | ------------------ | ---------- | --- | --- | --- | --- | --- | -- | - | -- | --- | --- |
| 1999–00    | HC Pardubice       | CZE-Jr     | 52  | 24  | 50  | 74  | 90  | —  | — | —  | —   | —   |
| 1999–00    | HC Pardubice       | Extraliga  | 4   | 0   | 1   | 1   | 0   | —  | — | —  | —   | —   |
| 2000–01    | Hull Olympiques    | QMJHL      | 68  | 36  | 64  | 100 | 67  | 5  | 2 | 3  | 5   | 2   |
| 2001–02    | Hull Olympiques    | QMJHL      | 53  | 27  | 70  | 97  | 86  | 10 | 6 | 10 | 16  | 6   |
| 2002–03    | Edmonton Oilers    | NHL        | 59  | 6   | 24  | 30  | 14  | 6  | 0 | 0  | 0   | 0   |
| 2003–04    | Edmonton Oilers    | NHL        | 71  | 12  | 22  | 34  | 14  | —  | — | —  | —   | —   |
| 2004–05    | HC Pardubice       | Extraliga  | 47  | 13  | 18  | 31  | 28  | 16 | 4 | 10 | 14  | 26  |
| 2005–06    | Edmonton Oilers    | NHL        | 81  | 19  | 58  | 77  | 64  | 24 | 6 | 11 | 17  | 14  |
| 2006–07    | Edmonton Oilers    | NHL        | 64  | 13  | 40  | 53  | 40  | —  | — | —  | —   | —   |
| 2007–08    | Edmonton Oilers    | NHL        | 74  | 20  | 51  | 71  | 34  | —  | — | —  | —   | —   |
| 2008–09    | Edmonton Oilers    | NHL        | 72  | 23  | 43  | 66  | 32  | —  | — | —  | —   | —   |
| 2009–10    | Edmonton Oilers    | NHL        | 22  | 7   | 15  | 22  | 8   | —  | — | —  | —   | —   |
| 2010–11    | Edmonton Oilers    | NHL        | 47  | 14  | 28  | 42  | 18  | —  | — | —  | —   | —   |
| 2011–12    | Edmonton Oilers    | NHL        | 69  | 10  | 26  | 36  | 43  | —  | — | —  | —   | —   |
| 2012–13    | HC Pardubice       | Extraliga  | 27  | 14  | 18  | 32  | 52  | —  | — | —  | —   | —   |
| 2012–13    | Edmonton Oilers    | NHL        | 38  | 9   | 11  | 20  | 16  | —  | — | —  | —   | —   |
| 2013–14    | Edmonton Oilers    | NHL        | 55  | 9   | 17  | 26  | 20  | —  | — | —  | —   | —   |
| 2013–14    | Ottawa Senators    | NHL        | 20  | 4   | 13  | 17  | 4   | —  | — | —  | —   | —   |
| 2014–15    | Dallas Stars       | NHL        | 76  | 11  | 21  | 32  | 16  | —  | — | —  | —   | —   |
| 2015–16    | Dallas Stars       | NHL        | 75  | 13  | 26  | 39  | 20  | 13 | 1 | 3  | 4   | 2   |
| 2016–17    | Dallas Stars       | NHL        | 15  | 4   | 3   | 7   | 0   | —  | — | —  | —   | —   |
| 2017–18    | Montreal Canadiens | NHL        | —   | —   | —   | —   | —   | —  | — | —  | —   | —   |
| NHL totalt | NHL totalt         | NHL totalt | 838 | 174 | 398 | 572 | 343 | 43 | 7 | 14 | 21  | 16  |

### Landslagsspel
| År     | Lag      | Turnering |    | GP | G  | A  | Pts | PIM |
| ------ | -------- | --------- | -- | -- | -- | -- | --- | --- |
| 2002   | Tjeckien | JVM       | 7  | 3  | 6  | 9  | 6   |     |
| 2005   | Tjeckien | VM        | 7  | 2  | 1  | 3  | 2   |     |
| 2006   | Tjeckien | OS        | 8  | 1  | 2  | 3  | 2   |     |
| 2009   | Tjeckien | VM        | 7  | 2  | 4  | 6  | 4   |     |
| 2012   | Tjeckien | VM        | 9  | 5  | 3  | 8  | 8   |     |
| 2014   | Tjeckien | OS        | 5  | 3  | 1  | 4  | 0   |     |
| Totalt | Totalt   | Totalt    | 43 | 16 | 16 | 32 | 22  |     |